# برونو روجاس
برونو روجاس (بالإسبانية: Bruno Rojas)‏ هو منافس ألعاب قوى بوليفي، ولد في 1993 في كوتشابامبا في بوليفيا.

## وصلات خارجية
- برونو روجاس على موقع الاتحاد الدولي لألعاب القوى (الإنجليزية)
- برونو روجاس على موقع أوليمبيديا (الإنجليزية)